# Midlands Hurricanes Rugby League Football Club
Le Midlands Hurricanes Rugby League Football Club, abrégé en Midlands Hurricanes est un club professionnel anglais de rugby à XIII basé à Birmingham. Il évolue en League 1 depuis 2015, il s'agit de la troisième division du championnat de rugby à XIII d'Angleterre. Le club était à l'origine basé à Coventry sous le nom de Coventry Bears jusqu'à sa délocalisation en 2022.

## Bilan du club toutes saisons et toutes compétitions confondues
| Année | Année | Saison régulière League 1                                                 | Saison régulière League 1                                                 | Saison régulière League 1                                                 | Saison régulière League 1                                                 | Saison régulière League 1                                                 | Saison régulière League 1                                                 | Saison régulière League 1                                                 | Saison régulière League 1                                                 | Play-offs League 1                                                        | Play-offs League 1                                                        | Play-offs League 1                                                        | Play-offs League 1                                                        | Play-offs League 1                                                        | Play-offs League 1                                                        | Play-offs League 1                                                        | Challenge Cup |
| Année | Année | Class.                                                                    | Points                                                                    | MJ                                                                        | V.                                                                        | N.                                                                        | D.                                                                        | Pp.                                                                       | Pc.                                                                       | Perf.                                                                     | MJ                                                                        | V.                                                                        | N.                                                                        | D.                                                                        | Pp.                                                                       | Pc.                                                                       | Performance   |
| 2015  | 2015  | 12e                                                                       | 10                                                                        | 22                                                                        | 5                                                                         | 0                                                                         | 17                                                                        | 430                                                                       | 755                                                                       | Non-qualifié                                                              | 0                                                                         | 0                                                                         | 0                                                                         | 0                                                                         | 0                                                                         | 0                                                                         | 3e tour       |
| 2016  | 2016  | 11e                                                                       | 17                                                                        | 20                                                                        | 8                                                                         | 1                                                                         | 11                                                                        | 446                                                                       | 590                                                                       | Non qualifié                                                              | 0                                                                         | 0                                                                         | 0                                                                         | 0                                                                         | 0                                                                         | 0                                                                         | 3e tour       |
| 2017  | 2017  | 14e                                                                       | 10                                                                        | 22                                                                        | 5                                                                         | 0                                                                         | 17                                                                        | 472                                                                       | 837                                                                       | Non qualifié                                                              | 0                                                                         | 0                                                                         | 0                                                                         | 0                                                                         | 0                                                                         | 0                                                                         | 3e tour       |
| 2018  | 2018  | 11e                                                                       | 14                                                                        | 26                                                                        | 7                                                                         | 0                                                                         | 19                                                                        | 626                                                                       | 887                                                                       | Non qualifié                                                              | 0                                                                         | 0                                                                         | 0                                                                         | 0                                                                         | 0                                                                         | 0                                                                         | 5e tour       |
| 2019  | 2019  | 9e                                                                        | 8                                                                         | 20                                                                        | 4                                                                         | 0                                                                         | 16                                                                        | 365                                                                       | 829                                                                       | Non qualifié                                                              | 0                                                                         | 0                                                                         | 0                                                                         | 0                                                                         | 0                                                                         | 0                                                                         | 3e tour       |
| 2020  | 2020  | Édition annulée et titre non décerné en raison de la pandémie de Covid-19 | Édition annulée et titre non décerné en raison de la pandémie de Covid-19 | Édition annulée et titre non décerné en raison de la pandémie de Covid-19 | Édition annulée et titre non décerné en raison de la pandémie de Covid-19 | Édition annulée et titre non décerné en raison de la pandémie de Covid-19 | Édition annulée et titre non décerné en raison de la pandémie de Covid-19 | Édition annulée et titre non décerné en raison de la pandémie de Covid-19 | Édition annulée et titre non décerné en raison de la pandémie de Covid-19 | Édition annulée et titre non décerné en raison de la pandémie de Covid-19 | Édition annulée et titre non décerné en raison de la pandémie de Covid-19 | Édition annulée et titre non décerné en raison de la pandémie de Covid-19 | Édition annulée et titre non décerné en raison de la pandémie de Covid-19 | Édition annulée et titre non décerné en raison de la pandémie de Covid-19 | Édition annulée et titre non décerné en raison de la pandémie de Covid-19 | Édition annulée et titre non décerné en raison de la pandémie de Covid-19 | 4e tour       |
| 2021  | 2021  | 8e                                                                        | 12                                                                        | 17                                                                        | 6                                                                         | 0                                                                         | 11                                                                        | 405                                                                       | 532                                                                       | Non qualifié                                                              | 0                                                                         | 0                                                                         | 0                                                                         | 0                                                                         | 0                                                                         | 0                                                                         | -             |
| 2022  | 2022  | 8e                                                                        | 12                                                                        | 20                                                                        | 6                                                                         | 0                                                                         | 14                                                                        | 546                                                                       | 696                                                                       | Non qualifié                                                              | 0                                                                         | 0                                                                         | 0                                                                         | 0                                                                         | 0                                                                         | 0                                                                         | 2e tour       |
| 2023  | 2023  | 8e                                                                        | 10                                                                        | 18                                                                        | 5                                                                         | 0                                                                         | 13                                                                        | 408                                                                       | 647                                                                       | Non qualifié                                                              | 0                                                                         | 0                                                                         | 0                                                                         | 0                                                                         | 0                                                                         | 0                                                                         | 4e tour       |

- Mise à jour le 31 octobre 2016.